# Terra mia (Pino Daniele)
Terra mia è il primo album in studio del cantautore italiano Pino Daniele, pubblicato nel 1977 dalla EMI Italiana.

## Descrizione
L'album d'esordio dell'artista rappresenta il suo primo tentativo, confermato poi nei dischi successivi, di fusione tra la cultura napoletana e il blues, ambedue nel patrimonio genetico di Pino Daniele. Negli anni della formazione, il musicista aveva militato come bassista nel gruppo napoletano Napoli Centrale che è certamente il primo esempio di fusion partenopea e che ebbe significativi riconoscimenti nel mercato discografico italiano. Pino Daniele, in particolar modo in brani come 'Na tazzulella 'e cafè e Maronna mia, coniuga melodia napoletana tradizionale ed espressività bluesy, in un equilibrio tra composizione e interpretazione. L'album, che comprende anche Che Calore e Fortunato, brani del primo singolo di Pino Daniele del 1976, venne realizzato a Roma presso lo Studio Quattro Uno di proprietà di Claudio Mattone (a un passo dalla sede dell'RCA Italiana), ritenuto all'epoca il migliore per tecnologia e resa del suono.

## Tracce
Testi e musiche di Pino Daniele.
Lato A
1. Napule è – 3:47
2. 'Na tazzulella 'e cafè – 3:22
3. Ce sta chi ce penza – 3:25
4. Suonno d'ajere – 4:13
5. Maronna mia – 2:52
6. Saglie, saglie – 2:39

Lato B
1. Terra mia – 2:06
2. Che calore – 2:56
3. Chi po dicere – 1:27
4. Furtunato – 3:00
5. Cammina cammina – 2:46
6. 'O padrone – 3:50
7. Libertà – 3:49

## Formazione
Musicisti
- Pino Daniele – voce, chitarra classica, acustica ed elettrica, mandola, mandolino, arrangiamento, basso (traccia 5)
- Rino Zurzolo – basso e contrabbasso
- Ernesto Vitolo – tastiera
- Rosario Jermano – batteria e percussioni
- Enzo Avitabile – fiati
- Donatella Brighel – cori, voce solista (tracce 4 e 6)
- Dorina Giangrande – cori
- Piero Montanari - basso (tracce 1 e 2)
- Amedeo Forte[2] – pianoforte (tracce 1 e 2)
- Roberto Spizzichino – batteria (tracce 1 e 2)
- Luca Vignali – oboe (traccia 1)
- Antonio Sinagra – arrangiamento strumenti ad arco (traccia 1)
- Enzo Canoro – basso (tracce 8 e 10)

Produzione
- Claudio Poggi – produzione